# Aung Gyi
General de Brigada Aung Gyi (birmano: အောင် ကြီး [ʔàʊɴ dʑí]; 16 de febrero de 1919 - 25 de octubre de 2012) fue un político birmano y miembro del cuarto regimiento Birmania Rifles del general Ne Win llegando a general de brigada. Él nació en una familia sino-birmana en Paungde, Birmania británica en 1919. Él jugó un papel en el gobierno de transición de 1958 a 1960 dirigido por Ne Win. Aung Gyi fue número dos en el Consejo Revolucionario de Unión establecido después del golpe de 1962, sirviendo como vicejefe del Estado Mayor y el ministro de Comercio e Industria hasta que fue obligado a dimitir el 8 de febrero de 1963 a causa de los desacuerdos sobre la política económica con Ba Nyein y Tin Pe.

## Muerte
El 25 de octubre de 2012, Aung Gyi murió en su casa de Mayangone Township, Rangún, Myanmar debido a la insuficiencia cardiaca. Le sobreviven su esposa Mu Mu Thein, 4 hijos y 5 nietos.